# Diecezja Três Lagoas
Diecezja Três Lagoas (łac. Dioecesis Trilacunensis) – diecezja Kościoła rzymskokatolickiego w Brazylii. Należy do metropolii Campo Grande, wchodzi w skład regionu kościelnego Oeste 1. Została erygowana przez papieża Pawła VI bullą Sacer Praesul w dniu 3 stycznia 1978. 

## Główne świątynie
- Katedra: Katedra Najświętszego Serca Jezusowego w Três Lagoas

## Biskupi diecezjalni
- Geraldo Majela Reis (1978-1981)
- Izidoro Kosinski CM (1981-2009)
- José Moreira Bastos Neto (2009-2014)
- Luiz Gonçalves Knupp (od 2015)